# تاريخ متحف الإعاقة
كان متحف تاريخ الإعاقة متحفًا مرتبطًا بتاريخ الأشخاص ذوي الإعاقة منذ العصور الوسطى وحتى العصر الحالي. في مقره في 201 IU Willets Rd. في ألبرتسون، نيويورك، الولايات المتحدة، كان المتحف الوحيد التقليدي في الولايات المتحدة المخصص حصريًا للحفاظ على تاريخ الأشخاص ذوي الإعاقة. تم إغلاق المتحف التقليدي في ديسمبر 2020،  لكن المتحف استمر في العمل اعتبارًا من 2024 كمتحف افتراضي.

## تاريخ المتحف
قامت شركة People Inc. بتنظيم فكرة إنشاء متحف تاريخ الإعاقة لأول مرة في عام 1998 بعد أن قام جيمس بولز، المدير التنفيذي للشركة، بتأسيس متحف تاريخ الإعاقة. اكتشف الرئيس التنفيذي لشركة People Inc. أنه لا يوجد متحف أو مصدر تعليمي واحد لإرسال الطلاب للتعرف على تاريخ الأشخاص ذوي الإعاقة. في 4 ديسمبر 2020، أثناء جائحة كوفيد-19، أعلن المتحف إغلاقه الدائم بسبب نقص التمويل المخصص الكافي.

## المجموعات
كان المتحف يحتوي على معروضات ومجموعات وأرشيفات وبرنامج تعليمي. وقد احتوت المكتبة على كتب نادرة، وتحف تاريخية يستخدمها الأشخاص ذوو الإعاقة، والعديد من المصادر الأولية والمواد الأرشيفية، التي يعود أقدمها إلى عام 1750. كان من بين مجموعة المتحف سيارة Greaves Thundersley Invacar موديل 1963، وهي السيارة الوحيدة المعروفة من طراز Invacar في أمريكا الشمالية.

## المعارض
يقدم متحف تاريخ الإعاقة العديد من المعارض في الموقع والمتنقلة، مع مجموعة متنوعة من القطع الأثرية. تم إغلاق المبنى في ديسمبر 2020، وتم تعليق المعارض المتنقلة.

## متحف تاريخ الإعاقة الافتراضي
يوجد أيضًا متحف تاريخ الإعاقة الافتراضي، متاح عبر الإنترنت فقط، نشط اعتبارًا من 2024.

## روابط خارجية
- الموقع الرسمي